# 크리스마스섬의 기

크리스마스섬의 기 비율 1:2

크리스마스섬의 기는 2002년 1월 26일에 제정되었다.
파란색 삼각형에는 네 개의 칠각별과 한 개의 오각별로 구성된 남십자자리가 그려져 있으며, 초록색 삼각형에는 금색 흰꼬리열대새가 그려져 있다. 노란색 원 안에는 크리스마스섬의 지도가 초록색으로 그려져 있다.
초록색과 파란색은 섬을 둘러싸고 있는 바다와 섬의 푸른 식물을, 남십자자리는 크리스마스섬의 오스트레일리아와의 관계를 의미한다.
하얀꼬리열대조는 크리스마스섬에 서식하는 새이며, 노란색 원은 섬의 인산염 채광의 역사를 의미한다.